# Ямада, Акихиро
Ямада Акихиро (яп. 山田 章博) — японский иллюстратор и мангака. Родился в городе Коти на острове Сикоку, Япония. Сейчас проживает в Киото. В 1996 году получил награду «Seiun Award».
Несмотря на то, что Акихиро создал много манг, он больше известен как иллюстратор и дизайнер персонажей аниме и манги. Его лучшие работы в качестве иллюстратора — «十二国記» (Двенадцать королевств) (автор Оно Фуюми) и «ロードス島戦記» (Записки войны Лодосс) (автор Руо Мизуно). Самая известная его работа, как дизайнера персонажей, это аниме-сериал «RahXephon». Ямада Акихиро также работал над дизайном фильма «Shinobi: Heart Under Blade».

## Видеоигры
- Black Rainbow (PC-98) [1990] — Cover Art, Character Designer
- Black Rainbow II (PC-98) [1992] — Cover Art, Character Designer
- Might and Magic III: Isles of Terra (PC Engine) [1993] — Cover Art (Japanese Ver.)
- Ancient Magic バズー!魔法世界 (Super Famicom) [1993] — Cover Art, Character Designer
- Gaiapolis 黄金鷹の剣 (Arcade) [1993] — Promotional Art
- Wizardry I・II (PC Engine) [1993] — Cover Art
- Wizardry III・IV (PC Engine) [1994] — Cover Art
- 疾風魔法大作戦 Kingdom Grandprix (Arcade, Sega Saturn) [1994/1995] — Cover Art (Sega Saturn release), Character Designer
- Mystic Ark (Super Famicom) [1995] — Cover Art, Character Designer
- 悪魔城ドラキュラXX (Super Famicom) [1995] — Cover Art, Character Designer
- Terra Phantastica (Sega Saturn) [1996] — Cover Art, Character Designer
- Milandra (Super Famicom) [1997] — Cover Art
- Front Mission 3 (PlayStation) [1999] — Character Designer
- Mystic Ark まぼろし劇場 (PlayStation) [1999] — Cover Art, Character Designer
- Meremanoid (PlayStation) [1999] — Cover Art, Character Designer
- 西遊記 (PlayStation) [1999] — Cover Art, Character Designer
- Fire Emblem Heroes (Android, iOS) [2017] — Character Designer (Jagen, Ogma, Zephiel, Gunter)